# منطقه کلان‌شهری لیسبون
منطقه کلان‌شهری لیسبون (به پرتغالی: Área Metropolitana de Lisboa) یکی از تقسیمات جغرافیایی پرتغال است که ۱۸ شهر از جمله لیسبون را دربر می‌گیرد.